# لويس روداس
لويس روداس (بالإسبانية: Luis Rodas)‏ (3 يناير 1985 في هندوراس - ) هو مدرب كرة قدم ولاعب كرة قدم هندوراسي في مركز الهجوم، شارك في الألعاب الأولمبية الصيفية 2008. وشارك مع منتخب هندوراس تحت 23 سنة لكرة القدم ومنتخب هندوراس لكرة القدم. أما مع النوادي، فقد لعب مع نادي موتاجوا ‏ وComayagua F.C. ‏ وF.C. Municipal Valencia ‏ وC.D. Necaxa ‏ وC.D. Suchitepéquez ‏ وDeportivo Mictlán ‏.

## وصلات خارجية
- لويس روداس على موقع الاتحاد الدولي (مؤرشف)  (الإنجليزية)
- لويس روداس على موقع قاعدة بيانات كرة القدم.إي يو (الإنجليزية)
- لويس روداس على موقع أوليمبيديا (الإنجليزية)